# Japalura zhaoermii
Japalura zhaoermii là một loài thằn lằn trong họ Agamidae. Loài này được Goa & Hou mô tả khoa học đầu tiên năm 2002.